# Eliza Taylor
Eliza Jane Taylor-Cotter (Melbourne, Victoria; 24 de octubre de 1989) es una actriz australiana, más conocida por interpretar a Clarke Griffin en The 100, a Janae Timmins en Neighbours, Ellen Langford en Christmas Inheritance y a Kat Carter en Thumper.

## Biografía
Su madre es autora además de diseñadora gráfica, su padre gestiona una cafetería y su padrastro es comediante. Tiene dos hermanos por parte de la relación de su madre con su padrastro, y dos hermanos por parte de su padre. Antes de convertirse en actriz, quiso ser bióloga marina. 
En ocasiones, trabajó como maestra interna en el Actors Nest Fitzroy Street, St Kilda en Melbourne.
En 2003, inició su carrera con apenas 13 años cuando se unió al elenco de la serie infantil Pirate Island, donde interpretó a Sarah Redding. Ese mismo año, tras acabar su participación, se unió al elenco de la serie infantil The Sleepover Club, donde interpretó a la aspirante a escritora y periodista Rosalinda "Rosie" Cartwright durante la primera temporada de la serie. 
De 2004 a 2006, apareció como invitada en series como Blue Heelers y Blue Water High, donde interpretó a Heide Lee.
El 4 de abril de 2005, se unió al elenco de la exitosa y popular serie australiana Neighbours, donde interpretó a Janae Timmins hasta el 8 de febrero del 2008 (después su personaje se mudó a Cairns). Anteriormente, había aparecido por primera vez en la serie en 2003 interpretando a la estudiante Jacinta Martin durante dos episodios. Originalmente había audicionado para optar al papel de Lana Crawford (pero este fue obtenido por la actriz Bridget Neval).
En 2009, apareció en dos aclamadas series: All Saints y Packed to the Rafters.
Un año después, en 2010, interpretó a Melissa Standish en la serie City Homicide.
En 2012, apareció como invitada en la miniserie Howzat! Kerry Packer's War, donde dio vida a Rhonda.
En 2013, se unió al elenco principal de la serie The 100, donde interpretó a Clarke Griffin por siete temporadas hasta el año 2020. Por dicho papel, Taylor fue nominada como mejor actriz en el género de ciencia ficción por los Teen Choice Awards en cuatro ocasiones consecutivas, desde 2015 a 2018.

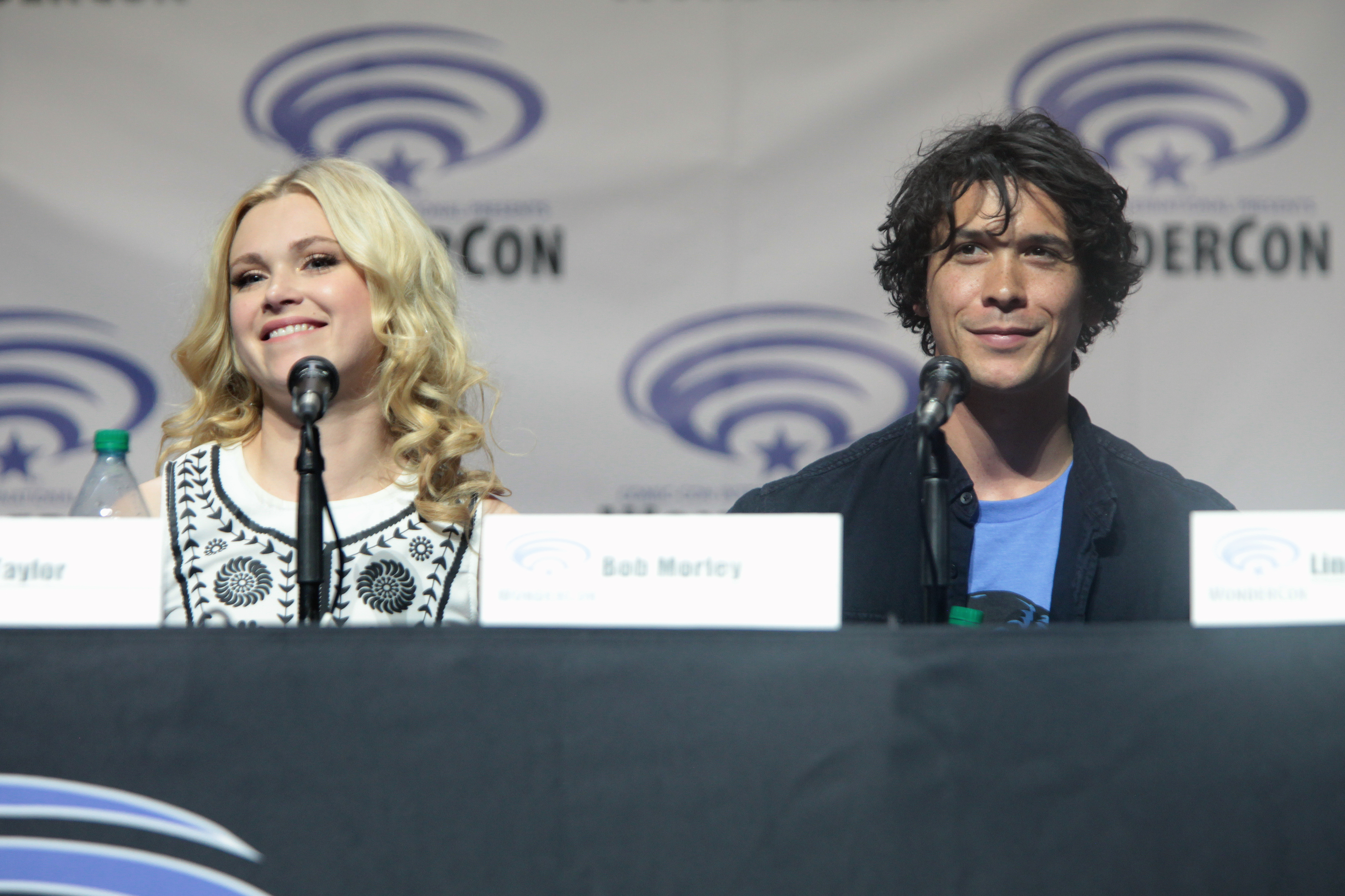
Taylor junto a su marido Bob Morley

En 2014, apareció como invitada en el primer episodio de la cuarta temporada de la serie Nikita, donde interpretó a una reportera. También apareció en la película The November Man compartiendo créditos con Pierce Brosnan y Olga Kurylenko.
En 2017, protagonizó el thriller independiente Thumper junto a Pablo Schreiber y Lena Headey. En ese mismo año también protagonizó la comedia romántica original de Netflix Christmas Inheritance junto a Jake Lacy y Andie McDowell.

### Vida personal
En 2008, salió durante 10 meses con el actor Brett Tucker, quien interpretó a Daniel Fitzgerald en Neighbours. La relación causó controversia, debido a que Eliza era casi 17 años menor que Brett.
El 7 de junio de 2019, Taylor anunció mediante Twitter que se había casado con Bob Morley el 5 de mayo de 2019 en Hawaii. En marzo de 2022 se convirtieron en padres de un niño al que llamaron Henry.

## Filmografía

### Series de televisión
| Año       | Título                     | Personaje                    | Notas         | Ref.                |
| --------- | -------------------------- | ---------------------------- | ------------- | ------------------- |
| 2003      | Pirate Island              | Sarah Redding                | 26 episodios  |                     |
| 2003      | Neighbours                 | Jacinta Martin               | 2 episodios   |                     |
| 2003      | The Sleepover Club         | Rosalinda "Rosie" Cartwright | 26 episodios  |                     |
| 2004      | Blue Heelers               | Tatum O'Hara                 | 1 episodio    |                     |
| 2005-2008 | Neighbours                 | Janae Timmins                | 166 episodios |                     |
| 2006      | Blue Water High            | Heidi Lee                    | 1 episodio    |                     |
| 2008      | Rush                       | Madison Taylor Hume          | 1 episodio    |                     |
| 2009      | All Saints                 | Carly Spalding               | 1 episodio    |                     |
| 2009      | Packed to the Rafters      | Kerrent                      | 1 episodio    |                     |
| 2010      | City Homicide              | Melissa Standish             | 1 episodio    |                     |
| 2012      | Howzat! Kerry Packer's War | Rhonda                       | 1 episodio    |                     |
| 2013      | Mr & Mrs Murder            | Sarah                        | 1 episodio    |                     |
| 2014      | Nikita                     | Reportera                    | 1 episodio    |                     |
| 2014-2020 | The 100                    | Clarke Griffin               | 100 episodios | [ 3 ] [ 18 ] [ 19 ] |
| 2019      | The 100                    | Josephine Lightbourne        | 7 episodios   | [ 20 ]              |
| 2022      | The Orville                | Doctora Villka               | 1 episodio    | [ 21 ]              |
| 2023      | Quantum Leap               | Hannah Carson                |               | [ 22 ] [ 23 ]       |

### Cine

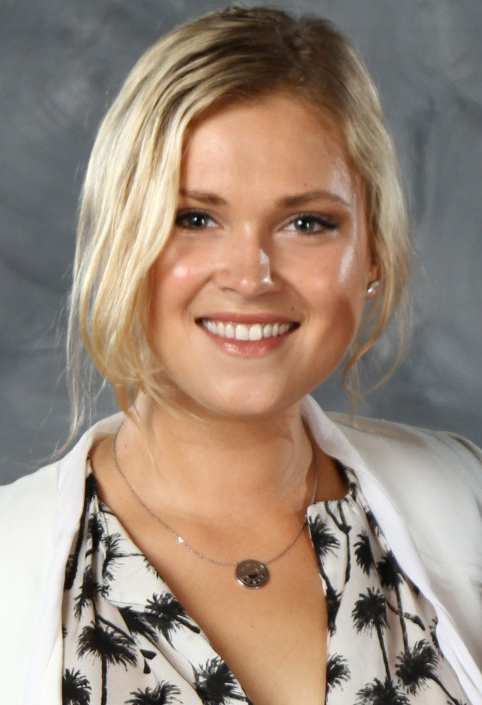
Eliza en 2015

| Año  | Título                | Personaje          | Notas                                      | Ref.                 |
| ---- | --------------------- | ------------------ | ------------------------------------------ | -------------------- |
| 2009 | The Laundromat        | Amy                | Protagonista. Cortometraje                 |                      |
| 2011 | The Other Side        | Eliza              | Secundario                                 |                      |
| 2012 | Planes                | Maria              | Cortometraje                               |                      |
| 2012 | 6 Plots               | Amy Challis        | Secundario                                 |                      |
| 2013 | Patrick               | Enfermera Panicale | Secundario                                 |                      |
| 2013 | Natural               | Mujer              | Cortometraje                               |                      |
| 2014 | The November Man      | Sarah              | Secundario                                 | [ 9 ] [ 10 ]         |
| 2017 | Thumper               | Kat Carter         | Protagonista                               | [ 11 ] [ 12 ]        |
| 2017 | Christmas Inheritance | Ellen Langford     | Protagonista. Película original de Netflix | [ 13 ] [ 14 ]        |
| 2021 | Vices                 |                    | Protagonista. Video Musical. Cortometraje  | [ 24 ] [ 25 ] [ 26 ] |
| 2023 | I'll be watching      | Julie              | Protagonista                               | [ 27 ] [ 28 ]        |
| 2023 | It only takes a night | Ruby Allen         | Protagonista                               | [ 29 ] [ 30 ] [ 31 ] |

### Apariciones
| Año  | Título                       | Personaje  | Notas                                                        |
| ---- | ---------------------------- | ---------- | ------------------------------------------------------------ |
| 2006 | Sex, Lies & Soaps            | Ella Misma | Episodios: Sex y School Years                                |
| 2008 | Mum and Me                   | Melanie    | Película de televisión documental                            |
| 2015 | Adults React                 | Ella Misma | Episodio: Adults React to the Hoverboard                     |
| 2015 | Try Not to Smile or Laugh    | Ella Misma | Episodio: Try to Watch This Without Laughing or Grinning #10 |
| 2016 | After Dark with Julian Clark | Ella Misma | Episodio: With Special Guest Eliza Taylor                    |
| 2018 | Ice Poseidon show            | Ella Misma | Episodio: Giving Away Money as The Easter Bunny              |
| 2021 | Critics' Choice Super Awards | Ella Misma | Presentadora de nominados al premio Mejor Película Animada   |

### Teatro
| Año         | Obra                          | Personaje    | Teatro                    |
| ----------- | ----------------------------- | ------------ | ------------------------- |
| 2007 - 2008 | Snow White & The Seven Dwarfs | Blancanieves | Weymouth Pavilion Theatre |

### Directora
| Año  | Título                      | Notas         | Ref.                 |
| ---- | --------------------------- | ------------- | -------------------- |
| 2021 | Vices - Sarah & The Sundays | Video musical | [ 24 ] [ 25 ]        |
| 2021 | Bad Posture - Abby Anderson | Video musical | [ 33 ] [ 34 ] [ 35 ] |

### Productora ejecutiva
- I'll be watching (2023).[27][28]
- It only takes a night (2023).[29][30]

## Premios y nominaciones
| Año  | Categoría                                           | Premio                               | Serie      | Resultado | Ref.   |
| ---- | --------------------------------------------------- | ------------------------------------ | ---------- | --------- | ------ |
| 2007 | Wedding Shock (junto a Kyal Marsh)                  | All About Soap Bubble Award          | Neighbours | Nominados |        |
| 2007 | Mejor actriz                                        | Inside Soap Awards                   | Neighbours | Nominada  | [ 36 ] |
| 2008 | Sexiest Female                                      | Inside Soap Awards                   | Neighbours | Nominada  |        |
| 2015 | Choice TV Actress: Sci-Fi/Fantasy                   | Teen Choice Awards                   | The 100    | Nominada  | [ 5 ]  |
| 2015 | Pareja o ship del Año (junto a Alycia Debnam-Carey) | MTV Fandom Award                     | The 100    | Nominadas | [ 37 ] |
| 2016 | Choice TV Actress: Sci-Fi/Fantasy                   | Teen Choice Awards                   | The 100    | Nominada  | [ 6 ]  |
| 2016 | Choice TV: Chemistry (junto a Bob Morley)           | Teen Choice Awards                   | The 100    | Nominados | [ 38 ] |
| 2016 | Pareja o Ship del año (junto a Alycia Debnam-Carey) | MTV Fandom Award                     | The 100    | Nominadas | [ 39 ] |
| 2016 | Mejor Beso (junto a Alycia Debnam-Carey)            | E! Online Best Ever TV Award         | The 100    | Ganadora  | [ 40 ] |
| 2017 | Choice Sci-Fi/Fantasy TV Actress                    | Teen Choice Awards                   | The 100    | Nominada  | [ 7 ]  |
| 2018 | Choice Sci-Fi/Fantasy TV Actress                    | Teen Choice Awards                   | The 100    | Nominada  | [ 8 ]  |
| 2020 | TV's Top Leading Lady 2020                          | E! Online TV's Top Leading Lady 2020 | The 100    | Ganadora  | [ 41 ] |